# 셰익스피어의 기억
《셰익스피어의 기억》(Shakespeare's Memory)은 아르헨티나 작가 호르헤 루이스 보르헤스의 마지막 이야기들을 모아서 1983년에 출판된 단편소설 모음집이다. 전국지인 La Nación and Clarín 등 다양한 매체에서 출판되었으며 영어 번역본은 앤드류 허리라는 사람에 의해 출판되었다.
단편집은 네 개의 소설로 이뤄져 있으며, 작가의 가장 짧은 문집에 속한다.
- "1983년 8월 25일"
- "푸른 호랑이"
- "파라켈수스의 장미"
- "셰익스피어의 기억"

## 줄거리
"1983년 8월 25일"은 단편집의 첫 번째 소설로 작가의 임종 직전의 순간에 더욱 더 나이 든 그의 모습을 우연히 마주한다는 내용이다. (이것은 작가의 그 전 책인 '타자'과 비슷한 내용인데 그 책에서는 작가의 젊은 시절과 나이 든 시절의 만남을 그리고 있다).'푸른 호랑이’에서는 서술자는 누군가 보지 않을 때는 지속적으로 늘어났다 나누어지는 신비한 푸른 돌을 찾아헤맨다. 파라켈수스의 장미"에서는 신념과 불신에 관한 오랜 논쟁을 다루고 있다. 그리고 마지막으로, ‘셰익스피어의 기억’(보르헤스의 마지막 이야기이다)은 윌리엄 세익스피어의 기억을 받은 한 남자의 이야기로, 그는 그 위대한 극작가의 가장 비밀스런 생각까지 다 꿰뚫어 볼 수 있었지만 점차 그만의 삶을 잃어간다. 보르헤스는 이 이야기의 아이디어를 80세 때 얻었는데 꿈 속에서 얼굴 없는 사람이 셰익스피어의 기억을 주고 떠났다고 한다.